# Jacob Behrens

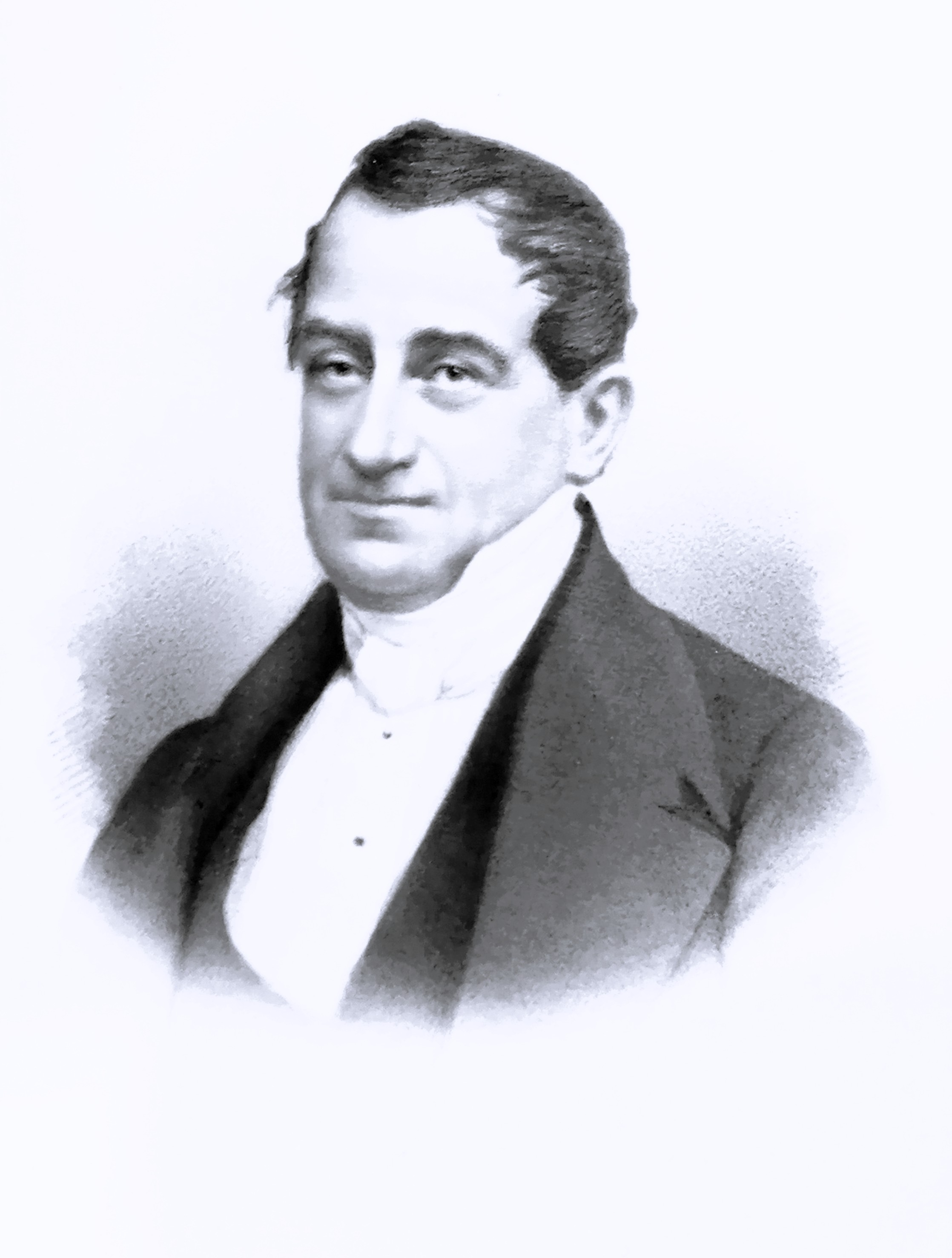
Jacob Behrens

Jacob Behrens (* 9. Januar 1791 in Lübeck; † 19. April 1852 ebenda) war ein deutscher Kaufmann und Lübecker Ratsherr.

## Leben
Jacob Behrens war Sohn des Lübecker Kaufmanns Jacob Behrens des Älteren (1759–1829), der durch die von Björn R. Kommer veröffentlichten Haushaltungsbücher bekannter wurde. Jacob Behrens der Jüngere gehörte der in Lübeck einflussreichen Kaufleutekompagnie an und wurde, als deren Ältester, 1833 zum Ratsherren gewählt. Er war von 1835 bis 1851 Präses der Zolldeputation, von 1836 bis 1843 Präses des Militärdepartements und Mitglied der Kommission für Handel und Schifffahrt der Stadt. In seinem Haus Königstraße 5 empfing der Senat der Hansestadt Lübeck am 1. September 1840 König Christian VIII. und Königin Caroline Amalie von Dänemark. 1851 trat Behrens aus dem Lübecker Senat aus.
Der deutsch-amerikanische Kaufmann Jakob Behrens und der Numismatiker Heinrich Behrens waren seine Söhne. Seine Tochter Charlotte († 1857) heiratete 1855 den Landwirt Gustav Friedrich Pauli (1824–1911).